# Cesta I. triedy 61
Die Cesta I. triedy 61 (slowakisch für ‚Straße 1. Ordnung 61‘), kurz I/61, ist eine Straße 1. Ordnung in der Slowakei. Sie befindet sich im Westteil des Landes und hat, ausgenommen der Stadteinfahrt Žilina, seit der Fertigstellung der parallel verlaufenden Autobahnen D1 und D3 nur noch untergeordnete Bedeutung für Fernverkehr. Größere Städte neben Hauptstadt Bratislava sind Trnava, Kurort Piešťany, Trenčín, Považská Bystrica und Žilina. Außerdem kann die Straße als „Waagtalstraße“ bezeichnet werden, da sie im weiteren Verlauf dem Fluss Waag folgt.

## Geschichte
Bis 1918 gehörte das Gebiet der heutigen Slowakei zum Königreich Ungarn, wo es bis 1848 keine Staatsstraßen gab. Nach der Niederschlagung der Ungarischen Revolution übernahm die österreichische Militärverwaltung die Verantwortung für den Straßenbau im besetzten Königreich. Die Handels- und Gewerbekammer in Pressburg forderte 1851 den Ausbau der wichtigsten Straßen im Pressburger Kammerbezirk, darunter auch die Straße zwischen Pressburg (Bratislava), Tyrnau (Trnava) und Sillein (Zilina). Diese Straße wurde als Reichsstraße übernommen und 1852 soweit instand gesetzt, dass ihr Zustand von der Handels- und Gewerbekammer als befriedigend bezeichnet wurde.
Am 1. August 2015 wurde die Teilstrecke Bytča–Žilina in die I/61 eingegliedert, die bisher Teil der gleichzeitig verkürzten I/18 war.

## Verlauf

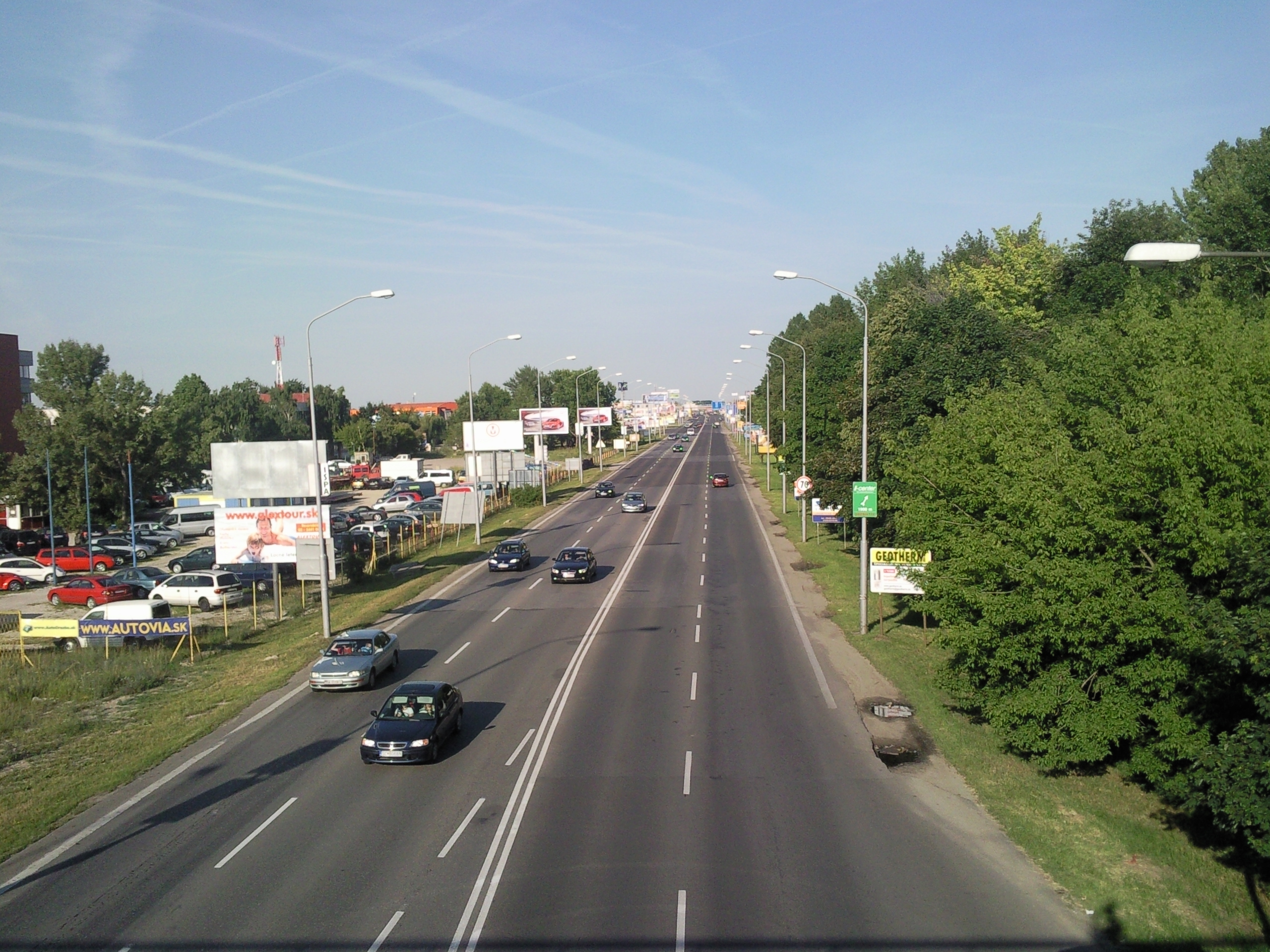
Die I/61 als Ausfallstraße von Bratislava Richtung Senec

Die I/61 beginnt am ehemaligen Grenzübergang Petržalka-Berg als Fortsetzung der österreichischen Pressburger Straße (B 9). Zwischen den Stadtteilen Petržalka und Ružinov durchquert sie an der Hafenbrücke, zusammen mit der D1, die Donau. Sie verlässt Bratislava beim Stadtteil Vajnory und verläuft zuerst durch die Donauebene. Ab Senec befindet sie sich in der etwa mehr hügeligen Donauhügelland; dann passiert sie durch die Regionalhauptstadt Trnava und ab Madunice verläuft sie parallel mit der Waag. In dieser Gegend ist auch das (teilweise stillgelegte) Kernkraftwerk Bohunice sichtbar.
Die Straße führt dann durch das Kurort Piešťany, während die Landschaft nun mehr hügelig ist, umgeschlossen von Kleinen Karpaten (ab Nové Mesto nad Váhom Weiße Karpaten) im Westen und den Inowetz (ab Trenčín Strážovské vrchy) im Osten. Weiter nördlich befindet sich die Stadt Nové Mesto nad Váhom. In der Regionalhauptstadt Trenčín mit weit sichtbarer Burg wechselt die Straße auf die linksufrige Seite der Waag; unweit oberhalb der Stadt befindet sich das (ehemalige) Industriegebiet um Dubnica nad Váhom. Nachdem sie fährt eine weitere Industriestadt – Považská Bystrica durch, sie verläuft durch das Waagtal zwischen dem Javorníky-Gebirge westlich und den Súľovské vrchy östlich der Straße. Bei Bytča nimmt sie die I/10 auf und endet in Žilina an der I/60.